# Jota Hydrae
Jota Hydrae (ι Hya, Ukdah) – gwiazda wielokrotna w gwiazdozbiorze Hydry. Znajduje się około 240 lat świetlnych od Słońca.

## Nazwa
Gwiazda ta ma nazwę własną Ukdah, która ma pochodzenie arabskie. Gwiazdy ι, τ¹,τ² i A Hydrae, które dla Ptolemeusza były „zagięciem” (stgr. Καμπή kampe), dla Arabów tworzyły „węzeł” (‏عقد‎ ʽUḳdah). Międzynarodowa Unia Astronomiczna w 2018 roku formalnie zatwierdziła użycie nazwy Ukdah dla określenia tej gwiazdy.

## Charakterystyka
Jest to pomarańczowy olbrzym należący do typu widmowego K2,5. Świeci około 310 razy jaśniej niż Słońce i ma temperaturę ok. 4250 K. Jej promień jest 33 razy większy niż promień Słońca, ma masę około dwukrotnie większą niż Słońce i wiek ok. 2,5 miliarda lat.